# Pezinok (distrito)
O Distrito de Pezinok (em eslovaco Okres Pezinok) é uma unidade administrativa da Eslováquia Ocidental, situado na região de Bratislava, com 54.164 habitantes (em 2001) e uma superfície de 375,53 km². 
Ao nordeste limita com o distrito de Trnava, na região de Trnava, sudeste com o distrito de Senec, ao sudoeste com o distrito de Bratislava III assim como ao noroeste com o distrito de Malacky.

## Demografia
| Ano:        | 1994   | 2004   | 2014   | 2024    |
| ----------- | ------ | ------ | ------ | ------- |
| Broj ljudi: | 53 171 | 55 390 | 60 445 | 70 063  |
| Razlika:    |        | +4,17% | +9,12% | +15,91% |

| Ano:               | 2023   | 2024   |
| ------------------ | ------ | ------ |
| Número de pessoas: | 69 953 | 70 063 |
| Diferença:         |        | +0,15% |

## Cidades
- Modra
- Pezinok (capital)
- Svätý Jur

## Municípios
| - Báhoň - Budmerice - Častá - Doľany - Dubová | - Jablonec - Limbach - Píla - Slovenský Grob - Šenkvice | - Štefanová - Viničné - Vinosady - Vištuk |